# バルタルス
バルタルス（ラトビア語: Baltars）は、1920年代にロマンス・スタらラトビアの芸術家が立ち上げた、リガを本拠地とする陶磁器の装飾、あるいは陶磁器の装飾のためのワークショップ。絵柄はキュビスム的なデザインで、1920年代にニューヨークを中心に発展していた装飾であるアール・デコの影響を受けたものである。「Baltars」という語はラテン語の"ars Baltica（バルトの芸術）"を由来とする造語で、後にラトビアのアイデンティティの一つとして認知されるようになった。現在はラトビアの様々な陶磁器製品にデザインされ、2016年8月にはラトビア銀行が5ユーロ記念硬貨にバルタルスのデザインを採用した。